# Туринський політехнічний університет
Туринський політехнічний університет (італ. Politecnico di Torino) є найстарішим італійським державним технічним університетом. Університет пропонує декілька курсів у сферах інженерії, архітектури, міського планування та промислового дизайну і постійно входить до числа найкращих університетів Італії та Європи. Станом на 2022 рік QS World University Rankings займає 33-е місце серед університетів інженерії та технологій у світі, 31-е місце у світі для машинобудування, 16-те для нафтової інженерії, 28-е для архітектури, 31-ше для цивільної інженерії та 43-е для електротехніки та електроніки інженерія.
Туринський політехнічний університет має свої головні кампуси в місті Турин, Італія, де розташована більшість дослідницької та викладацької діяльності, а також інші кампуси-супутники в чотирьох інших містах регіону П’ємонт.
З одинадцятьма відділами та кількома дослідницькими інститутами в ньому навчається близько 35 000 студентів (студентів та аспірантів) і 1800 співробітників (викладацький, дослідницький, допоміжний та управлінський персонал).
Politecnico di Torino є членом кількох університетських федерацій, включаючи TIME, CESAER і  PEGASUS.

## Історія
Regio Politecnico di Torino (Королівський політехнічний університет Турину) був заснований у 1906 році. Сучасній установі передували Scuola di Applicazione per gli Ingegneri (Технічна школа для інженерів), яка була заснована в 1859 році на застосування закону Казаті, і Museo Industriale Italiano (Музей італійської промисловості), заснований у 1862 році Міністерством сільського господарства, торгівлі та промисловості. Технічна школа для інженерів була частиною університету, що призвело до того, що технічні дослідження стали частиною вищої освіти. У ті часи Італія збиралася розпочати нову індустріальну еру, до якої Музей промисловості мав звернутись більш безпосередньо завдяки відомим ученим і дослідникам, які займалися такими новими предметами, як електротехніка та будівництво. Нова школа була глибоко стурбована потребами італійського суспільства та перспективами його розвитку.

## Кампуси
Кампуси Політехнічного університету Туріна черпають натхнення в структурі англосаксонських, з багатофункціональними будівлями для навчання, базових і прикладних досліджень і послуг для студентів у Турині, а також регіональною мережею технологічних центрів (Алессандрія, Б’єлла, Мондові, Веррес), присвячений дослідницькій діяльності, передачі технологій, спеціалізованій освіті та послугам для регіону.

### Музей
Museo Archivio Politecnico (MAP) здійснює діяльність з історичної документації для університету та для науковців, які мають намір проводити дослідження та вивчення розвитку політехнічної культури Турина, а також події, які протягом багатьох років залучали технічні установи та промисловість до Турин, П’ємонт та Італія.

## Академіки
Статистика студентів (AY 2018-2019)

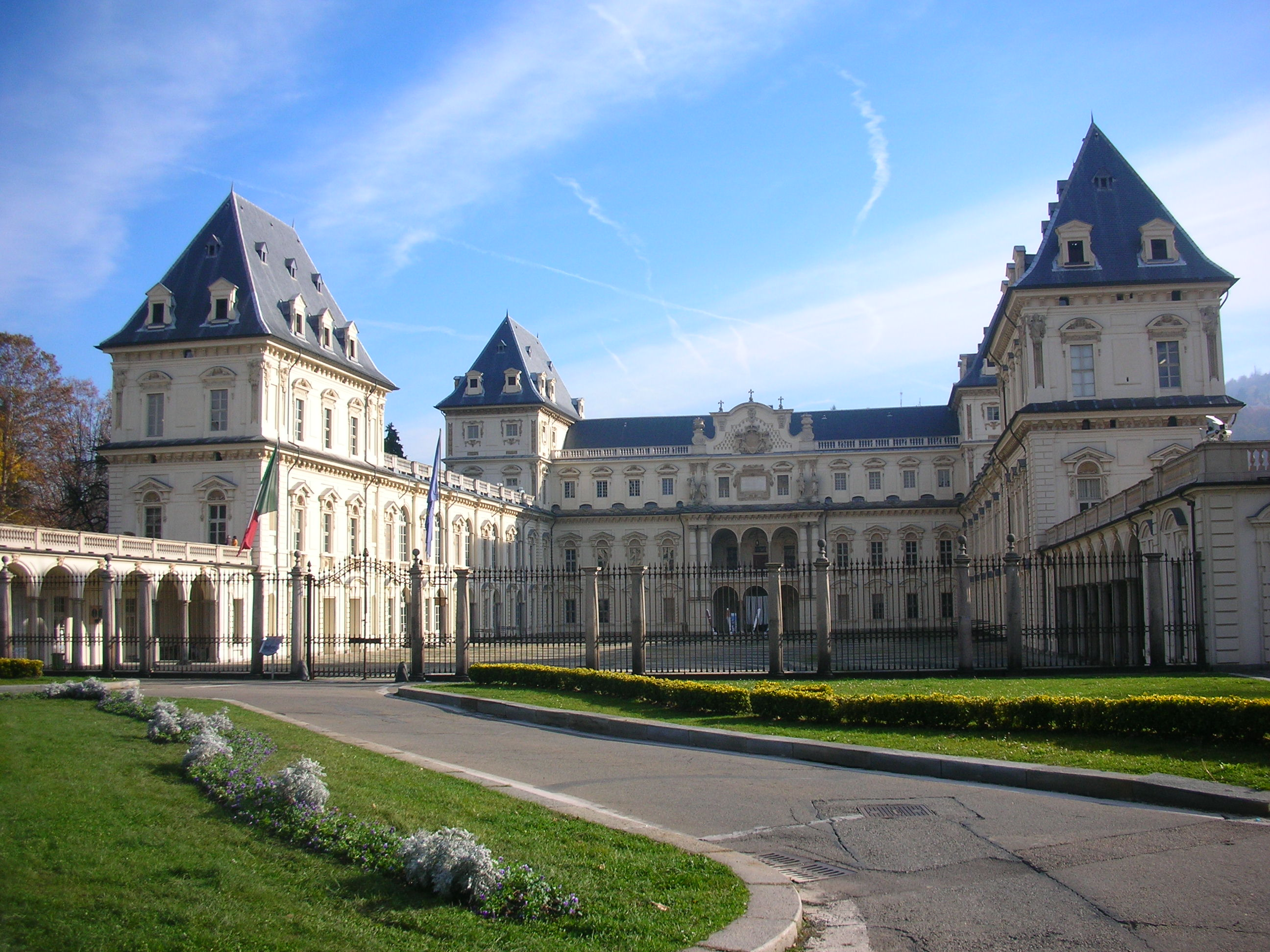
Школа архітектури: Castello del Valentino

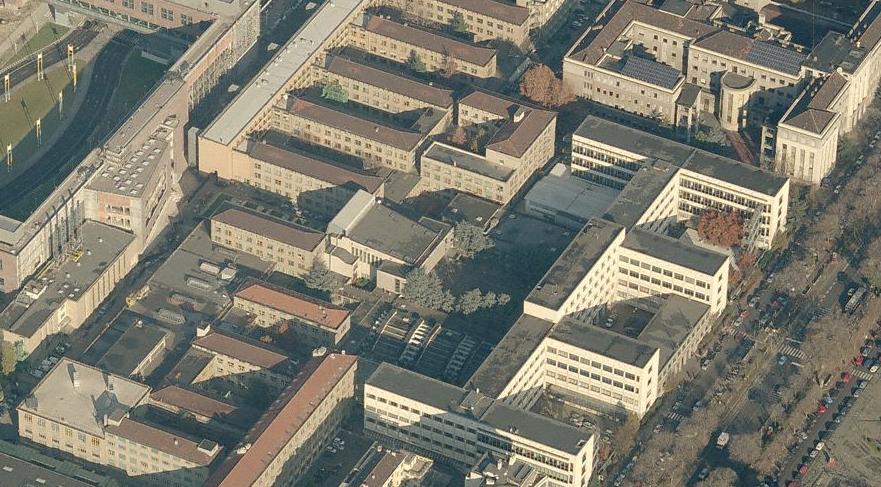
Кампус

- 35700 студентів бакалаврів та магістрів
- 52% італійських студентів з-за меж П'ємонту
- 16% іноземні студенти
- 5300 першокурсників
- 565 спеціалізованих магістрантів
- 696 кандидатів наук

Каталог курсів (AY 2019-2020)
- 23 програми бакалавра (3 з архітектури, дизайну та просторового планування, 19 з інженерії та 1 програма професійного бакалавра)
- 30 магістерських програм (6 з архітектури та 24 з інженерії)
- 23 курси повністю викладаються англійською мовою
- 5 I рівень Спеціалізація Магістри
- 17 магістрів спеціалізації II рівня
- 16 докторських програм, у тому числі 5 у співпраці з іншими університетами (3) та дослідницькими центрами (2)

Статистика випускників 2018 року
- 6691 випускник
- 3495 випускників бакалавра (Середній вік: 23,7)
- 3196 випускників магістра (Середній вік 26,2)

### Кафедри
Університет складається з 11 відділів, які займаються як навчанням, так і дослідженнями. Відділи виконують обов'язки з координації, сприяння дослідженням, організації та управління викладацькою діяльністю, після недавньої реформи системи університету. Відділи:
- DAD – кафедра архітектури та дизайну
- DAUIN – Кафедра контролю та обчислювальної техніки
- DENERG – Департамент енергетики
- DET – кафедра електроніки та телекомунікацій
- DIATI – Департамент навколишнього середовища, землі та інженерії інфраструктури
- DIGEP – кафедра менеджменту та інженерії виробництва
- DIMEAS – кафедра машинобудування та аерокосмічної інженерії
- DISAT – Департамент прикладної науки та технологій
- DISEG – Кафедра структурної, геотехнічної та будівельної інженерії
- DISMA – Департамент математичних наук
- DIST – Міжвузівська кафедра регіональних і міських досліджень та планування

## Дослідження
Науково-дослідна діяльність, зокрема, структурована за чотирма макронапрямами: промислове будівництво; Інформаційні технології; менеджмент та математична інженерія; Цивільне, екологічне, архітектурне та проектування.

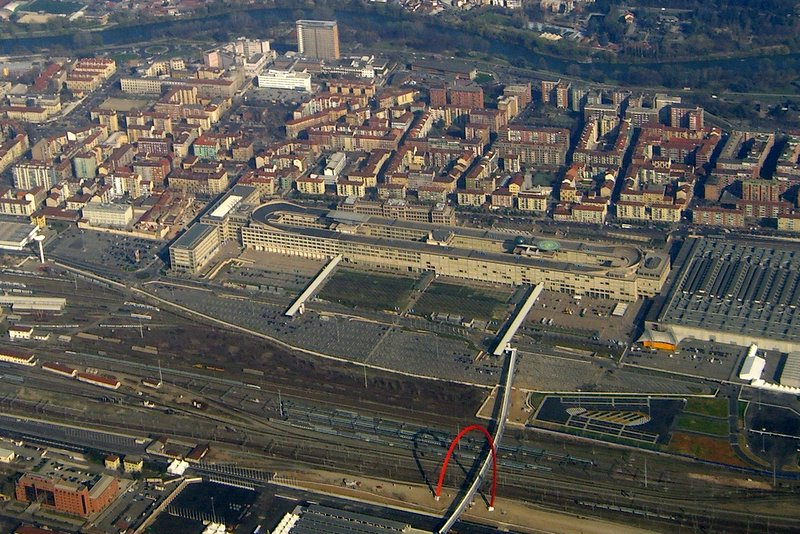
FIAT - Lingotto

Політехніка має дослідницькі зв’язки з місцевими та міжнародними компаніями, укладаючи близько 700 щорічних дослідницьких контрактів з такими фірмами, як EthosEnergy, Thales Alenia Space, Intel, Motorola, Compaq, Ferrari, Fiat, Leonardo, General Motors, Telecom Italia, Freescale, Vishay, Avio, Agusta, IBM, Microsoft, Nokia, Pininfarina, Bosch, General Electric, STMicroelectronics і ESA.

## Мережі
Політехнічний університет Туріна є членом
- CLUSTER (Consortium Linking Universities of Science and Technology for Education and Research), який є мережею провідних європейських технологічних університетів
- Європейська мережа навчання та досліджень у галузі електротехніки
- Мережа найкращих промислових менеджерів Європи (TIME).
- Європейська мережа планування просторового розвитку (ESDP).
- Мережа університетів інновацій, технологій та інженерії (UNITE!)

## Студентське життя
У Туринському політехнічному університеті плата за навчання залежить від сімейного доходу кожного студента (форма ISEE) і зазвичай вона збільшується, якщо студент запізнюється з навчанням. Комісії коливаються приблизно від 161 євро на рік до 3821 євро на рік. Студенти з сімейним доходом (ISEE) нижчим за 25 500 євро на рік належать до «зони без податків» і платять 161 євро на рік. Велика кількість студентів, у тому числі іноземних студентів, отримують переваги від знижок.